# ピーター・スピア
ピーター・スピア（スピアー、スパイアーとも、英: Peter Spier 1927年6月6日 アムステルダム - 2017年4月27日 ニューヨーク州ポートジェファーソン）は、オランダ出身のアメリカ合衆国の作家、イラストレーター。子供向けの絵本を30冊以上製作している。

## 来歴
ピーター・スピアは1927年に北ホラント州アムステルダムで生まれ、父ジョー・スピアは著名なオランダ人芸術家で挿絵画家、母の名は丁: Tineke van Raalteという。Broek in Waterland（英語）で育ち、第二次世界大戦中は父系がユダヤであったため家族はVilla Bouchina （英語） 強制収容所に収容されたのち、父を含む9名の移送収監者とともにTheresienstadt （英語）へ移管されている。
終戦後はアムステルダム王立美術アカデミーで学び、オランダ王国海軍に4年間勤務した。ところが戦時中にドイツの占領軍と協力していたという噂が立ったために、1950年に家族と一緒にアメリカへ移住した。スピアは当初、商業イラストレーターとして広告代理店に勤め、子供向けの本の執筆と挿絵専業に転じるまで、しばらく年月がかかった。
2017年4月27日、うっ血性心不全のためニューヨーク州ポートジェファーソンで死去。89歳没。

## 作風
ビアトリクス・ポターなどの他の子供向け絵本作家と同様、ピーター・スピアも紙にペン、インクおよび水彩絵具を用いて絵を描くことに才能を発揮している。スピアのイラストレーションの多くは非常に詳細で、歴史的にも正確なものである。詳しく見ていくと、一見しただけでは分からないようなユーモラスな場面をしばしば見出すことができ、そのことがあらゆる年代の読者を楽しませている。

## 著作権
en:Peter Spier#Copyrights

## 版元
en:Peter Spier#Publishers

## 表彰
スピアは、著作『ノアのはこ船』でコールデコット・メダル（1978年）、全米図書賞（1982年）およびルイス・キャロル・シェルフ賞（1977年）を、『せかいのひとびと』でクリストファー賞（1981年）を受賞した。

## 作品
スピアの作品には聖書の物語を題材にしたものや、マザーグースをとりあげたものなどがある。
- うんがにおちたうし Cow Who Fell in the Canal （挿絵、1957年）
- きつねのとうさん ごちそうとった The Fox Went Out on a Chilly Night （1961年）
- Island City: Adventures In Old New York （1961年）
- バンザイ!海原めざして出航だ! Hurrah, We're Outward Bound! （1961年）
- ロンドン橋がおちまする! London Bridge Is Falling Down （1967年）
- Of Dikes and Windmills （1969年）
- Erie Canal （1970年）
- ごろろうううぶうぶう Gobble, Growl, Grunt （1971年）
- はやい-おそい たかい-ひくい はんたいのほん Fast-Slow High-Low （1972年）
- ばしん!ばん!どかん! Crash! Bang! Boom! （1972年）
- Star-Spangled Banner （1973年）
- Cyrus the Unsinkable Sea Serpent （1975年）
- Tin Lizzie （1975年）
- ノアのはこ船 Noah's Ark （1977年） - 旧約聖書のノアの方舟のエピソードを題材とした絵本。
- ああ、たいくつだ! Bored—nothing to do! （1978年）
- きっと みんな よろこぶよ! Oh, Were They Ever Happy!  （1978年）
- Cowardly Clyde （1979年）
- せかいのひとびと People （1980年）
- Bill's Service Station （1981年）
- Firehouse （1981年）
- Food Market （1981年）
- My School （1981年）
- The Pet Store （1981年）
- The Toy Shop （1981年）
- 雨、あめ Rain （1982年）
- No Such Things （1983年）
- The Book Of Jonah （1985年） - 旧約聖書のヨナ書を題材とした絵本。
- We The People: The Constitution Of The United States Of America （1987年）
- Big Trucks, Little Trucks （1988年）
- Fast Cars, Slow Cars （1988年）
- Here Come The Fire Trucks （1988年）
- Trucks That Dig And Dump （1988年）
- サーカス! Circus(1995年)
- ホラすてきなお庭でしょう And So My Garden Grows (1969年）
- 市場へ!いきましょ! To Market! To Market!

### 邦訳作品（一部）
- せかいのひとびと（評論社 1982年、松川真弓訳、ISBN 978-4566002470）
- ノアのはこ船（評論社 1986年、松川真弓訳、ISBN 978-4566002616）
- ホラすてきなお庭でしょう （瑞雲舎 1998年、わしづ なつえ訳、ISBN 978-4916016195）
- バンザイ!海原めざして出航だ!（瑞雲舎1998年、わしづ なつえ訳、ISBN 978-4916016201）
- 市場へ!いきましょ!（瑞雲舎 1998年、わしづ なつえ訳、ISBN 978-4916016218）
- ばしん!ばん!どかん! （童話館出版 2004年、わたなべ しげお訳、ISBN 978-4887500624）

1978年に冨山房から刊行されたものの改訂版。
- はやい-おそい たかい-ひくい はんたいのほん（童話館出版 2005年、ISBN 978-4887500761）

1978年に冨山房から刊行されたものの改訂版。

## イラストの仕事
発行年順。以下の内容は、「#作品」節の整合が必要と見込まれ る。
- Krasilovsky, Phyllis. The Cow Who Fell in the Canal (1957)[4].
- Dodge, Mary Mapes（英語）. Hans Brinker, or The Silver Skates (1958). (再版1865年、改版1876年)
- ベティー・クロッカー（英語版） Betty Crocker's Guide to Easy Entertaining (1959).
- Hartog, Jan de（英語）. The Sailing Ship (1964).
- Marek, Hannelore. History of the Theater (1964).
- MacMillan, Donald D. Great Furniture Styles, 1660–1830 (1965).
- West, Anthony （英語）. Elizabethan England (1965).
- Parker, Elinor 編. Here and There: 100 poems about places (1967).
- Allen, Thomas S.（英語）. The Erie Canal (1970)、原作" Low Bridge]"（英語） (1905) の改題[注釈 2]
- The Star-Spangled Banner（英語） (1973)※。原作は Francis Scott Key著 "The Star-Spangled Banner" (1814)[注釈 3]
- We The People: The Constitution Of The United States Of America (1987)※[注釈 4]。
- Brown, F. K. The Last Hurdle (1988). 1953年版の改題[8]
- Shemin, Margaretha. The Little Riders (1988)[注釈 5]

※ これらに加え、スピアの挿絵は記名のない出版物が他にあるかもしれない（国旗と憲法関連）。